# Čechynce
Čechynce é um município da Eslováquia, situado no distrito de Nitra, na região de Nitra. Tem 5,86 km² de área e sua população em 2018 foi estimada em 1.230 habitantes.

## Demografia
| Ano:        | 1994 | 2004   | 2014   | 2024    |
| ----------- | ---- | ------ | ------ | ------- |
| Broj ljudi: | 1038 | 1030   | 1102   | 1273    |
| Razlika:    |      | -0,77% | +6,99% | +15,51% |

| Ano:               | 2023 | 2024   |
| ------------------ | ---- | ------ |
| Número de pessoas: | 1265 | 1273   |
| Diferença:         |      | +0,63% |